# Předseda vlády Běloruska
Předseda vlády Běloruské republiky (bělorusky: Прэм’ер-міністaр Рэспублікі Беларусь) je hlavou vlády Běloruska. V běloruském politickém systému je vedlejší figurou a plně podléhá prezidentovi. Premiér je prezidentem jmenován a je mu odpovědný. Ke jmenování premiérem potřebuje prezident souhlas dolní komory parlamentu, avšak pokud parlament dvakrát po sobě nedá vybranému premiérovi důvěru, prezident může parlament rozpustit a vypsat nové volby. Prezident má právo z vlastního podnětu rozhodnout o demisi celé vlády nebo odvolat kteréhokoli člena vlády. Premiér zastupuje prezidenta v případě, že ten není schopen vykonávat úřad. Během schůzí obou komor parlamentu, včetně těch uzavřených, může předseda vlády vystupovat mimo pořadí a kolikrát chce. V případě demise nebo rezignace vláda nadále vykonává své pravomoci až do sestavení nové vlády. Oficiální rezidence předsedy vlády se nachází ve vládní budově na Náměstí nezávislosti v Minsku. Historie úřadu sahá až do dob Běloruské lidové republiky, avšak protože k návaznosti na její vlády se hlásí běloruská exilová vláda, bývá uváděno, že současná funkce premiéra Běloruska byla založena 19. září 1991. V éře Sovětského svazu byl premiér nazýván Předseda rady ministrů Běloruské sovětské socialistické republiky.